# Amblyptilia landryi
Amblyptilia landryi là một loài bướm đêm thuộc họ Pterophoridae. Loài này có ở Honduras.
Sải cánh dài khoảng 21 mm. Con trưởng thành bay vào tháng 5.

## Etymology
The species is được đặt tên theo Dr Bernard Landry, to honor his support of the studies of the Pterophoridae of the New World.